# Copa Beccar Varela

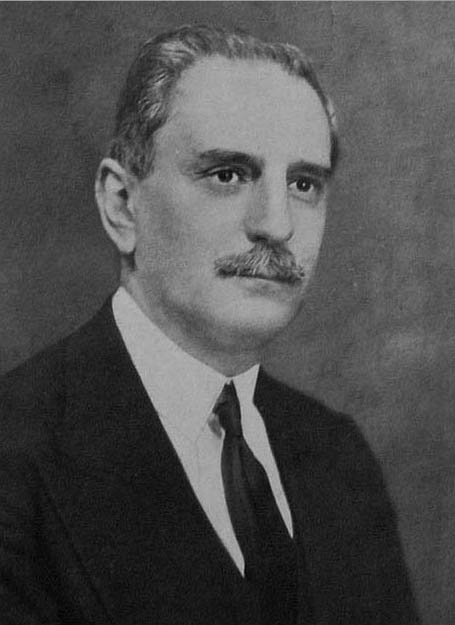
Adrián Beccar Varela, président de la Association Argentine de Football de 1927 à sa mort en 1929.

La Copa Beccar Varela est une ancienne compétition de football organisée par la Ligue argentine de football (puis la Fédération d'Argentine de football) en 1932 et 1933, disputées par les équipes du Championnat d'Argentine de football. Le tournoi s'internationalise en 1933 avec l'apparition de quatre clubs uruguayens.

## Palmarès
| Année | Vainqueur                      |
| 1932  | Racing Club Asociación Civil   |
| 1933  | Club Atlético Central Córdoba, |